# Otocefalia
La Otocefalia es un trastorno letal, cuya característica principal es la agnacia o agnatia, la cual se refiere a una anomalía del desarrollo embrionario caracterizada por la ausencia total o virtual de la mandíbula inferior. Esta patología se considera incompatible con la vida o letal debido al mal funcionamiento de la vía respiratoria. En la otocefalia, la agnacia puede ocurrir en forma independiente o en conjunto con la holoprosencefalia.